# Alona Tal
Alona Tal (ur. 20 października 1983) – izraelsko-amerykańska aktorka i piosenkarka.

## Filmografia
seriale
- 2002: Detektyw Monk jako Molly Evans
- 2005: Zaklinacz dusz jako Fiona Raine
- 2006-2011 : Nie z tego świata jako Jo Harvelle
- 2009: Melanż z muchą jako Heather
- 2011: Dochodzenie jako Aleena Drizocki
- 2013: Cult jako Kelly Collins
- 2017: SEAL Team jako Stella
- 2019: The Spy jako Julia Schneider

film
- 2006: Split Decision jako Bex Christensen
- 2008: Studenci jako Gina
- 2011: Trzy cale jako Lily Thereoux
- 2013: Władza jako Katy Bradshaw
- 2014: Ratując Madison jako Madison Park